# Шебека
Шебе́ка (итал. sciabecco, от араб. ‎ — «шабак») — парусно-гребной вооружённый корабль. Имеет две разновидности:
Первое — парусно-гребной трёхмачтовый корабль с косыми парусами. Применялось в Средние века и в Новое время на Средиземном море для военных и транспортных целей, а также пиратами. Узкий длинный корпус с развалом бортов и сильно выдвинутым форштевнем обеспечивал шебеке хорошую мореходность. Шебека по конструкции корпуса была близка к каравеллам и галерам, но превосходила первые по скорости, а вторые — мореходности и вооружению.
Длина шебеки составляла 25—35 метров. В задней части корабля строилась палуба сильно выступающая за корму. Наибольшая ширина верхней палубы составляла около трети её длины, форма подводной части была исключительно острой.
Вооружение шебеки включало в себя достаточно много пушек: от 16 до 24 орудий.
Во второй половине XVIII века в России под таким же названием стали строить гребные суда, вводившиеся в состав флота для замены галер. Предназначался для действий в прибрежных районах.
Имела до 20 пар вёсел и три мачты с парусами, помогавшими двигаться при попутных ветрах.
Длина составляла до 35 м, вооружение от 32 до 50 пушек малого калибра.
После шебеки одной из первых стала использоваться тартана, появившаяся в XVI веке.